# Telesa v temi
Telesa v temi (2013) so romaneskni prvenec pisatelja Davorina Lenka. Avtor je leta 2014 za roman prejel nagrado kresnik.

## Zgodba
Osrednja literarna oseba (prijatelj Andrej ga kliče Hank) je pisec metafikcijske proze, ki zboli za rakom na modih. Po operaciji ostane brez svoje moškosti in ni ne moški ne ženska. Nekako raztelešen je: »Jaz nisem telo v temi; jaz sem tema, s katero se telesa obdajajo.«  Ker fizično v spolnosti ne more več sodelovati, mora na novo opredeliti svoj odnos do nje. Njegovo pisanje je poskus sprijaznjenja z izgubo spolne identitete in iskanje ter hkrati definiranje sebe. Izgubo kompenzira tako, da obsedeno piše prav o spolnosti. Svojo identiteto sestavlja iz fragmentov: postopno ugašanje ljubezenskega odnosa s Saro, spolno prebujanje njene hčere Tee in lastno spolno odmiranje so kruti in boleči. Prikazuje izseke svojih sanj, fiktivnih intervjujev, psihoterapevtskih seans po operaciji, dialoge s prijateljem Andrejem, s čimer samega sebe spremeni v glavno in edino temo svoje pripovedi. Ugotovi, da mu je smrt klasičnega libida prinesla drugačno izkušnjo, saj je našel del sebe, za katerega sploh ni vedel, da obstaja, in je na koncu za svojo brezspolnost celo hvaležen.

## Zgradba in stil
Roman je sestavljen iz dveh delov. Prvi del Tema služi kot nekakšna uvertura v glavni del Telesa. Oba dela vsebujeta krajša podpoglavja, ki so med sabo ločena z zvezdico. Vsako podpoglavje je zgodba zase, različne so dolžine, besedilna forma in stavčni slog. Pripovedovalec o sebi govori skozi razdrobljene zgodbe v različnih diskurzih: citatih z viri v opombah (najbolj pogosto citira Rolanda Barthesa), dialogih, intervjujih s samim sabo, odkritih ali skritih aluzijah na literarna dela (Charles Bukowski, Patrick Süskind, John Barth, David Foster Wallace), avtopoetskih refleksijah, navajanja glasbenih, filmskih in drugih popkulturnih referenc, vse skupaj pa je premišljeno montirano.

## Osebe
Glavna literarna oseba je pisatelj, ki piše o sebi. Navdušen je nad postmodernizmom, ki je po njegovem najboljši način prikaza današnjega odnosa do sveta. Do jezika, diskurza, teorije goji erotičen odnos. Njegov prijatelj Andrej je profesor književnosti na Filozofski fakulteti in goji dve strasti: strast do postmodernizma in mladih deklet. Pisateljeva partnerica Sara je ženska, ki je zgodaj zaživela in zgodaj odrasla. Po pisateljevi bolezni začne obiskovati hišo z rdečimi vrati. Njena šestnajstletna hči Tea je začela odkrivati moč in intenzivnost svoje seksualnosti. Z umetnico Mandy je pri triindvajsetih letih izgubil nedolžnost, druge osebe so Primorka Anita, majhna ženska zagorele polti, živahnih oči in dolgih črnih las, ki nenehno govori, Edita, glavna urednica založbe, ki že sedem let objavlja njegova dela, ter domišljijski lik Anette.